# Oudezele
Oudezele (officieel: Oudezeele) is een gemeente in de Franse Westhoek, in het Franse Noorderdepartement (Frans: département du Nord). De gemeente ligt in Frans-Vlaanderen, in de streek het Houtland. Oudezele is een dorpje met een sterk agrarisch karakter. Oudezele grenst aan de gemeenten Herzele, Houtkerke, Winnezele, Steenvoorde, Kassel en Hardefoort. De gemeente telde op 1 januari 2022 690 inwoners.

## Geschiedenis
Oudezele werd voor het eerst vermeld in 1067 als Oudinhhesela, wat een combinatie is van een persoonsnaam en sela, wat huis of zaal betekent.
In de 12e eeuw schonk de Graaf van Vlaanderen een groot deel van het dorp aan de Abdij van Sint-Winoksbergen. In 1458 vestigden zich hier de Wilhelmieten, welke in 1468 weer vertrokken naar Noordpene.

## Geografie
De oppervlakte van Oudezele bedroeg op 1 januari 2022 9,36 vierkante kilometer; de bevolkingsdichtheid was toen 73,7 inwoners per km².

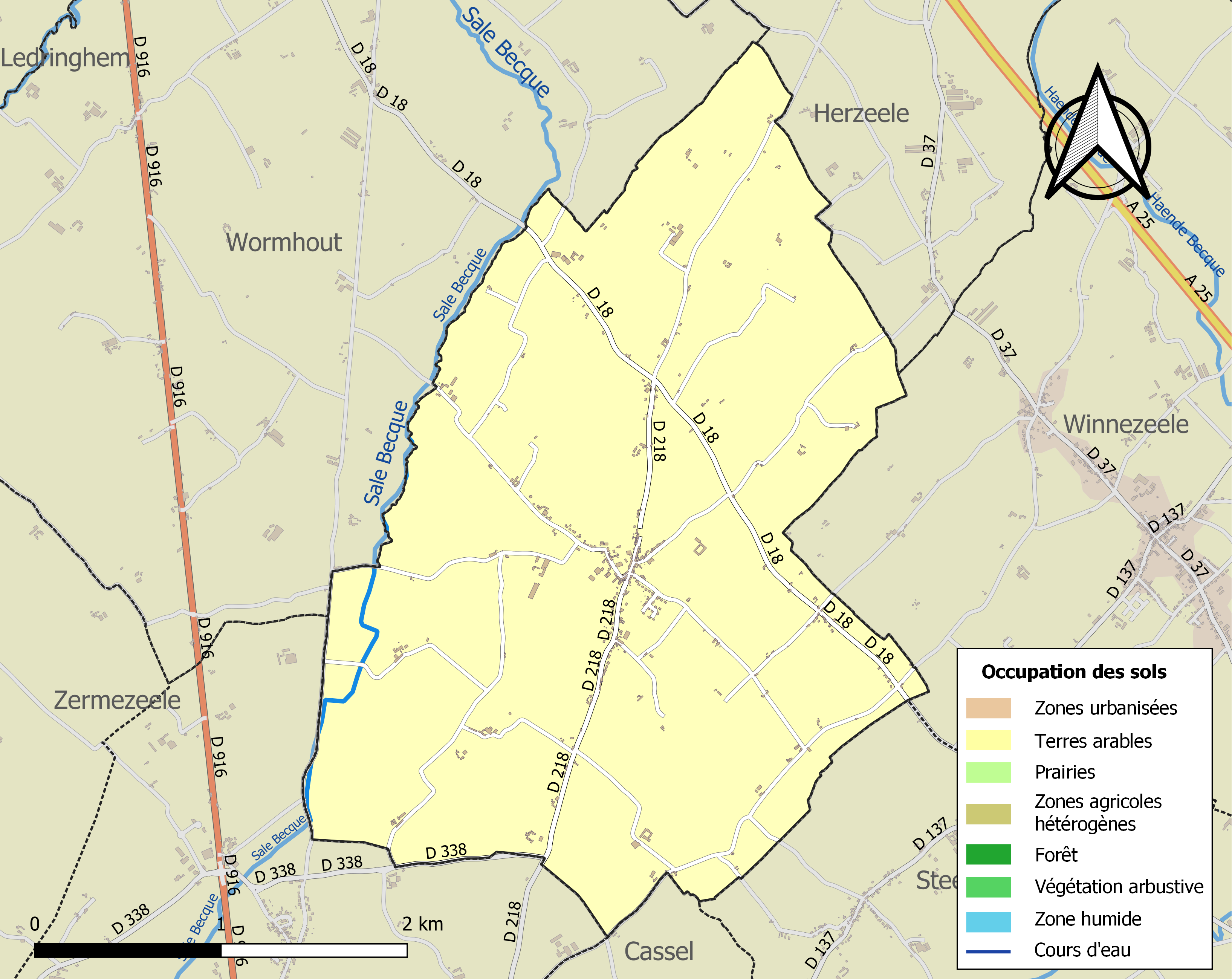
Kaart van de gemeente met belangrijkste infrastructuur, bodemgebruik en omliggende gemeenten

## Bezienswaardigheden
- De Sint-Jan-de-Doperkerk (Église Saint-Jean-Baptiste)
- Een 19e-eeuwse Sint-Rochuskapel aan de weg naar Kassel. Fundamenten gaan terug tot 1614, toen de kapel werd gebouwd nadat Oudezele door de pest was getroffen. Sint-Rochus wordt aangeroepen tegen de pest.
- Het restant van een feodale motte.
- Op het kerkhof van Oudezele bevinden zich vijf Britse oorlogsgraven uit de Tweede Wereldoorlog.

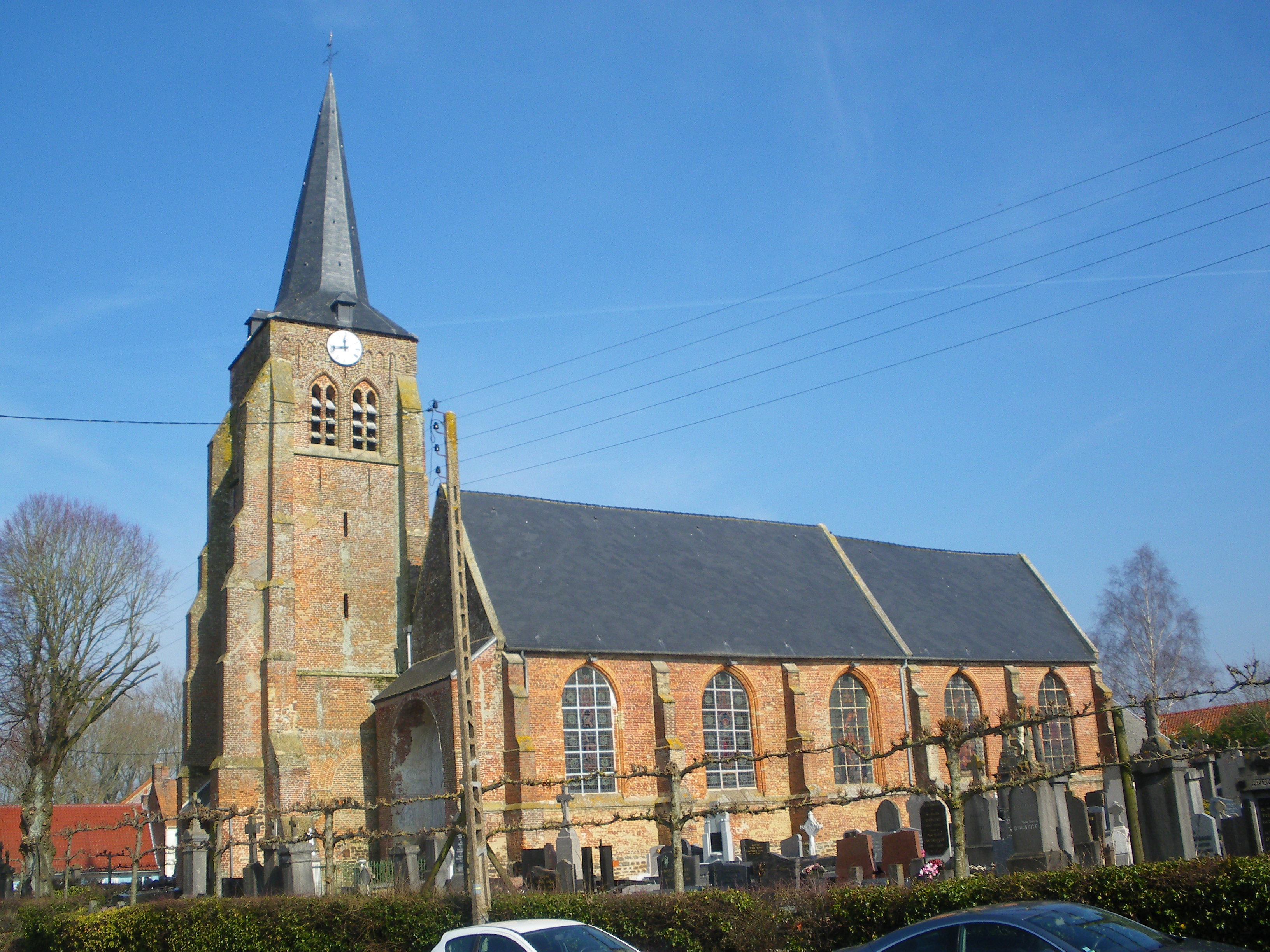
De Sint-Jan-de-Doperkerk
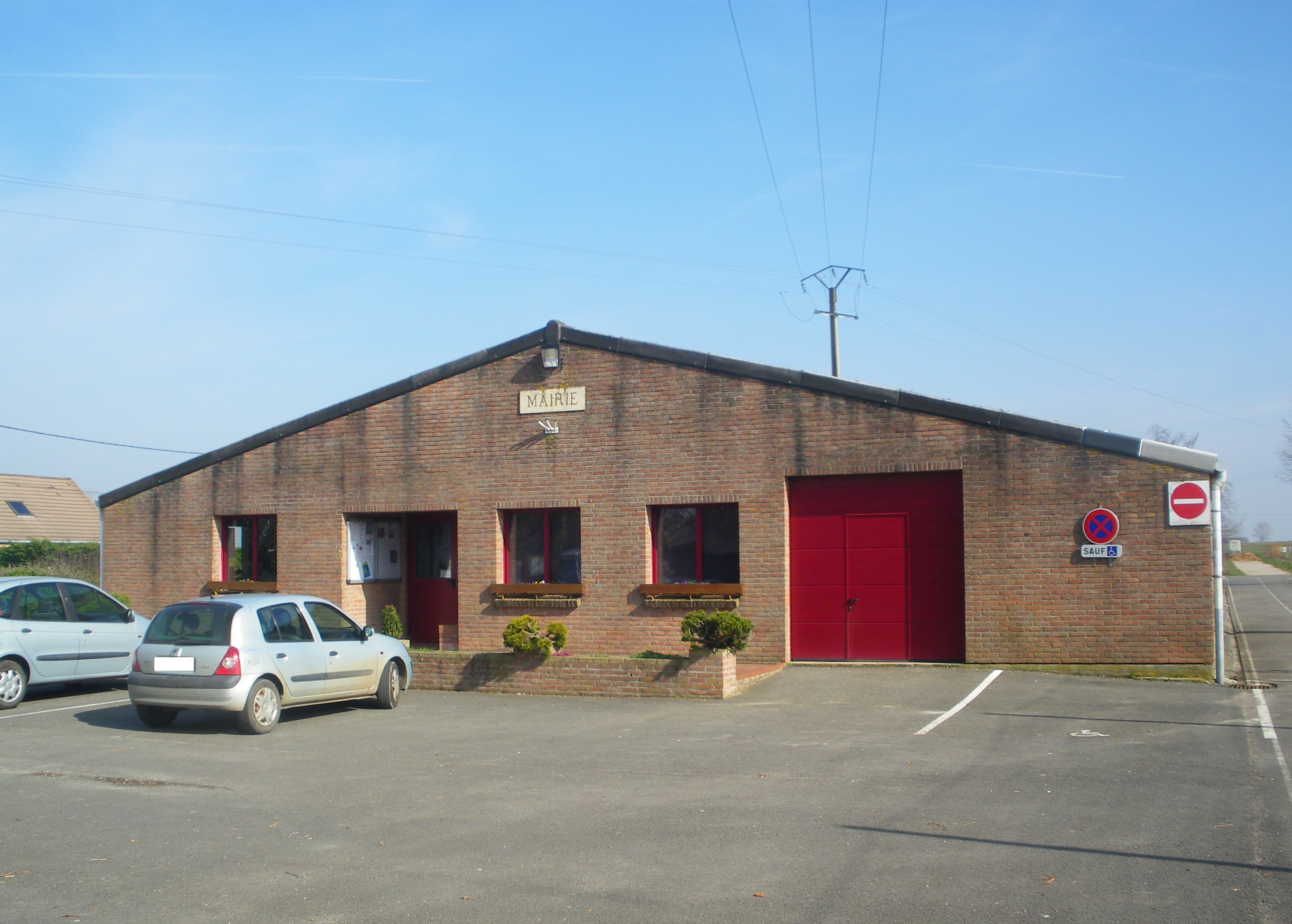
Het gemeentehuis van Oudezele
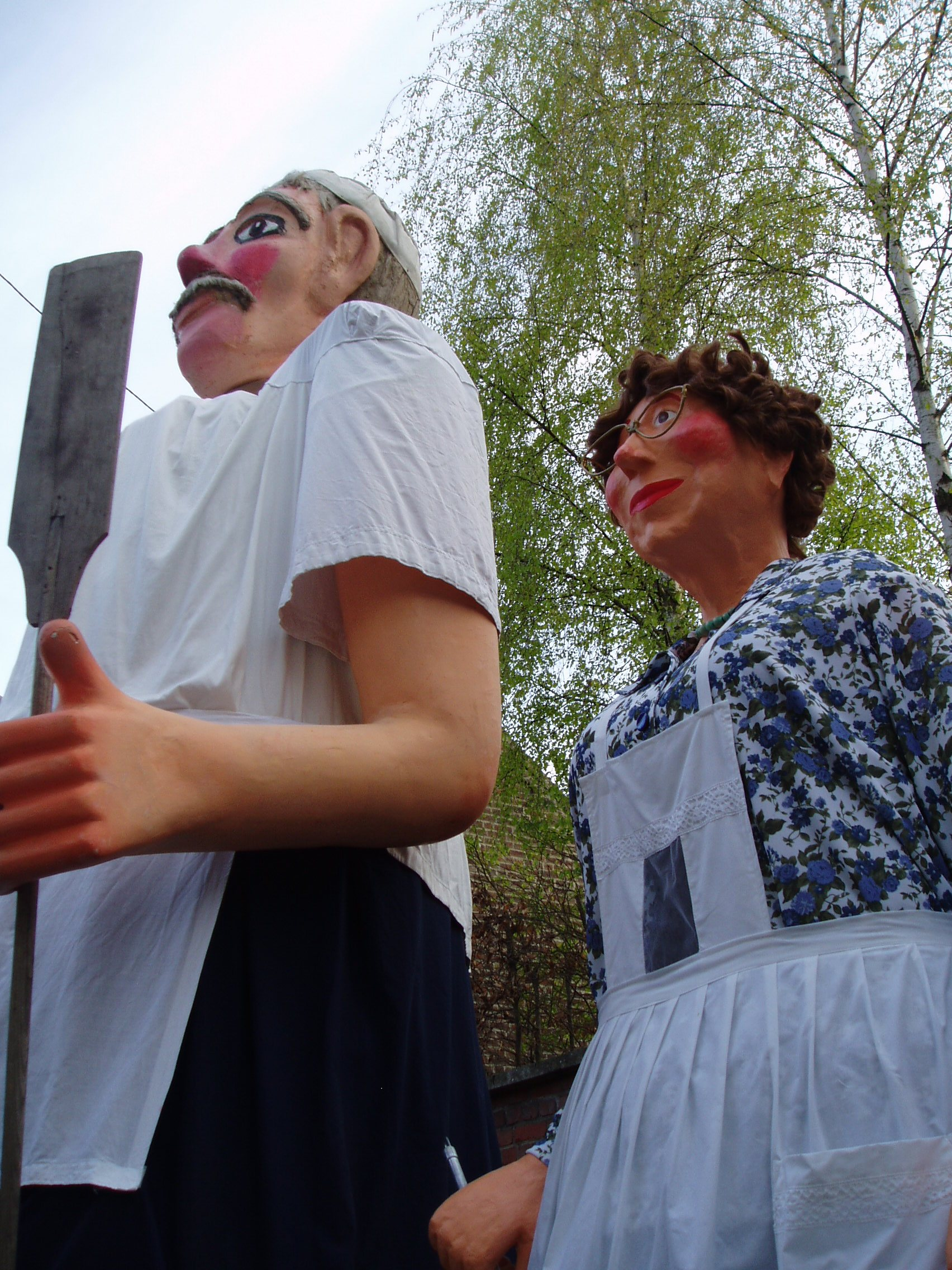
De reuzen van Oudezele

## Natuur en landschap
Oudezele ligt in het Houtland op een hoogte van 16-47 meter. Ten westen van Oudezele loopt de Vuilebeek (Sale Becque) in noordelijke richting.

## Demografie
Onderstaande figuur toont het verloop van het inwonertal (bron: INSEE-tellingen).

## Nabijgelegen kernen
Wormhout, Winnezele, Herzele, Hardefoort
Arneke · Bambeke · Bavinkhove · Bissezele · Bollezele · Broksele · Buisscheure · Ekelsbeke · Eringem · Hardefoort · Herzele · Holke · Hondschote · Hooimille · Houtkerke · Killem · Krochte · Kwaadieper · Lederzele · Ledringem · Merkegem · Millam · Nieuwerleet · Noordpene · Ochtezele · Oostkappel · Oudezele · Rekspoede · Rubroek · Sint-Momelijn · Soks · Steenvoorde · Terdegem · Volkerinkhove · Warrem · Waten · Wemaarskappel · Westkappel · Wilder · Winnezele · Wormhout · Wulverdinge · Zegerskappel · Zermezele · Zuidpene
Armboutskappel · Arneke · Bambeke · Bavinkhove · Belle · Berten · Bieren · Bissezele · Blaringem · Boeschepe · Boezegem · Bollezele · Borre · Bray-Dunes · Broekburg · Broekkerke · Broksele · Buisscheure · Drinkam · Duinkerke · Ebblingem · Eke · Ekelsbeke · Eringem · Gijvelde · Godewaarsvelde · La Gorgue · Grand-Fort-Philippe · Grevelingen · Groot-Sinten · Hardefoort · Haverskerke · Hazebroek · Herzele · Holke · Hondegem · Hondschote · Hooimille · Houtkerke · Kaaster · Kapelle · Kapellebroek · Kassel · Killem · Kraaiwijk · Krochte · Kwaadieper · Lederzele · Ledringem · Leffrinkhoeke · Linde · Loberge · Loon · Meregem · Merkegem · Merris · Meteren · Millam · Moerbeke · Niepkerke · Nieuw-Berkijn · Nieuw-Koudekerke · Nieuwerleet · Noordpene · Ochtezele · Okselare · Oostkappel · Oud-Berkijn · Oudezele · Pitgam · Pradeels · Rekspoede · Rubroek · Ruisscheure · Sint-Janskappel · Sint-Joris · Sint-Mariakappel · Sint-Momelijn · Sint-Pietersbroek · Sint-Silvesterkappel · Sint-Winoksbergen · Soks · Spijker · Stapel · Steenbeke · Steenvoorde · Steenwerk · Stegers · Stene · Strazele · Terdegem · Téteghem-Coudekerque-Village · Tienen · Uksem · Vleteren · Volkerinkhove · Waalskappel · Warrem · Waten · Wemaarskappel · Westkappel · Wilder · Winnezele · Wormhout · Wulverdinge · Zegerskappel · Zerkel · Zermezele · Zoeterstee · Zuidkote · Zuidpene
1. 1 2  Populations de référence 2022.